# Chlorazid
Chlorazid ist eine chemische Verbindung aus der Gruppe der Azide bzw. der Stickstoffhalogenide.

## Gewinnung und Darstellung
Chlorazid kann durch Reaktion von Natriumazid mit Chlor gewonnen werden.
{\displaystyle \mathrm {NaN_{3}+Cl_{2}\longrightarrow ClN_{3}+NaCl} }

## Eigenschaften
Chlorazid ist ein farbloses, leicht zersetzliches, nach Hypochloriger Säure riechendes, bei Druckschwankungen und bei Abkühlung (Ausfrierung) explosives Gas. Es löst sich gelborange in Tetrachlorkohlenstoff. Mit Kohlenwasserstoffen und anderen Lösungsmitteln reagiert Chlorazid langsam. In seinen Reaktionen verhält es sich wie eine Verbindung mit elektropositivem Chlor. Es wurde 1908 von Friedrich Raschig erstmals synthetisiert. Die CIN/NN/NN-Abstände betragen 1,745/1,252/1,13 A, der ClNN-Winkel 109°.
Chlorazid zerfällt bei niedrigem Druck unter rotem Leuchten in Stickstoff und Chlor, wenn man das Gas aus einer Kapillare in ein erhitztes Rohr strömen lässt. Das Spektrum dieses Leuchtens zeigt ein Bandensystem von vier Bandengruppen.
{\displaystyle \mathrm {2\ ClN_{3}\longrightarrow 3\ N_{2}+Cl_{2}} }
Chlorazid reagiert mit Ammoniak.
{\displaystyle \mathrm {ClN_{3}+2\ NH_{3}\longrightarrow NH_{2}Cl+NH_{4}N_{3}} }
{\displaystyle \mathrm {3\ ClN_{3}+8\ NH_{3}\longrightarrow N_{2}+3\ NH_{4}Cl+3\ NH_{4}N_{3}} }

## Verwendung
Chlorazid wird bei organischen Synthesen und als Initiator in chemischen Gaslasern verwendet.